# زر أعجبني (فيسبوك)

تعبير الإبهام هو شكل زر الإعجاب على فيسبوك

زر أعجبني (بالإنجليزية: Like)‏ و(بالفرنسية:  J'aime)‏ هو نظام متبع على موقع فيس بوك يسمح لمستخدمي الموقع بالتعبير عن إعجابهم بالمحتويات التي يصادفونها داخل الموقع (منشورات، صور، تعليقات، صفحات... إلخ)، وقد تم تفعيل هذه الخاصية على الموقع في فبراير 2009.